# ペンチョ・ズラテフ
ペンチョ・イワノフ・ズラテフ (ブルガリア語: Пенчо Иванов Златев, ラテン文字転写: Pencho Ivanov Zlatev、ブルガリア語: Пенчо Иванов Златев、1881年11月2日 - 1948年7月24日)は、第二次世界大戦前のブルガリアの将官、政治家。ペトコ・イワノフ・ズラテフ (ブルガリア語: Петко Иванов Златев, ラテン文字転写: Petko Ivanov Zlatev)の名でも知られる。
騎兵監察官、ズラテフはズヴェノと密接な関係であった右翼団体「軍事同盟」のメンバーであった。ズヴェノによる1934年のクーデターの後、ズラテフは防衛大臣に着任。しかし筋金入りの王党派であった彼は、新政権の一部のメンバーに共和主義的気運が広がり、増大していることに対し警戒し始めた。その結果、ボリス3世は新政権に対してカウンタークーデターを仕掛け、1935年1月22日にズラテフを首相に任命した。ズラテフはただ単にクーデター直後の軍で強い影響力を持つ存在であるように意図されただけであった。キモン・ゲオルギエフやアレクサンドル・ツァンコフの投獄の決定と同時にズラテフの立場も弱まり、ボリス3世による支配が保証されると彼はすぐに解任され、わずか3ヶ月の短命政権に終わった。